# Piesočný potok
Piesočný potok – potok, lewy dopływ rzeki Muráň na Słowacji. Wypływa trzema źródłowymi ciekami na południowych zboczach szczytu Dachov diel (933 m) w Górach Stolickich w Łańcuchu Rudaw Słowackich. Wszystkie 3 cieki wypływają na wysokości około 740–750 m. Od wysokości około 485 m potok jednym już korytem spływa w kierunku południowym. Opuszcza porośnięte lasem zbocza gór, wypływa na obszary pól uprawnych miejscowości Revúcka Lehota, przepływa pod drogą nr 532 i linią kolejową i na wysokości około 285 m uchodzi do Murania.
Większa część zlewni potoku to porośnięte lasem zbocza Gór Stolickich, tylko dolna to obszary pól uprawnych i zabudowań wsi Revúcka Lehota.

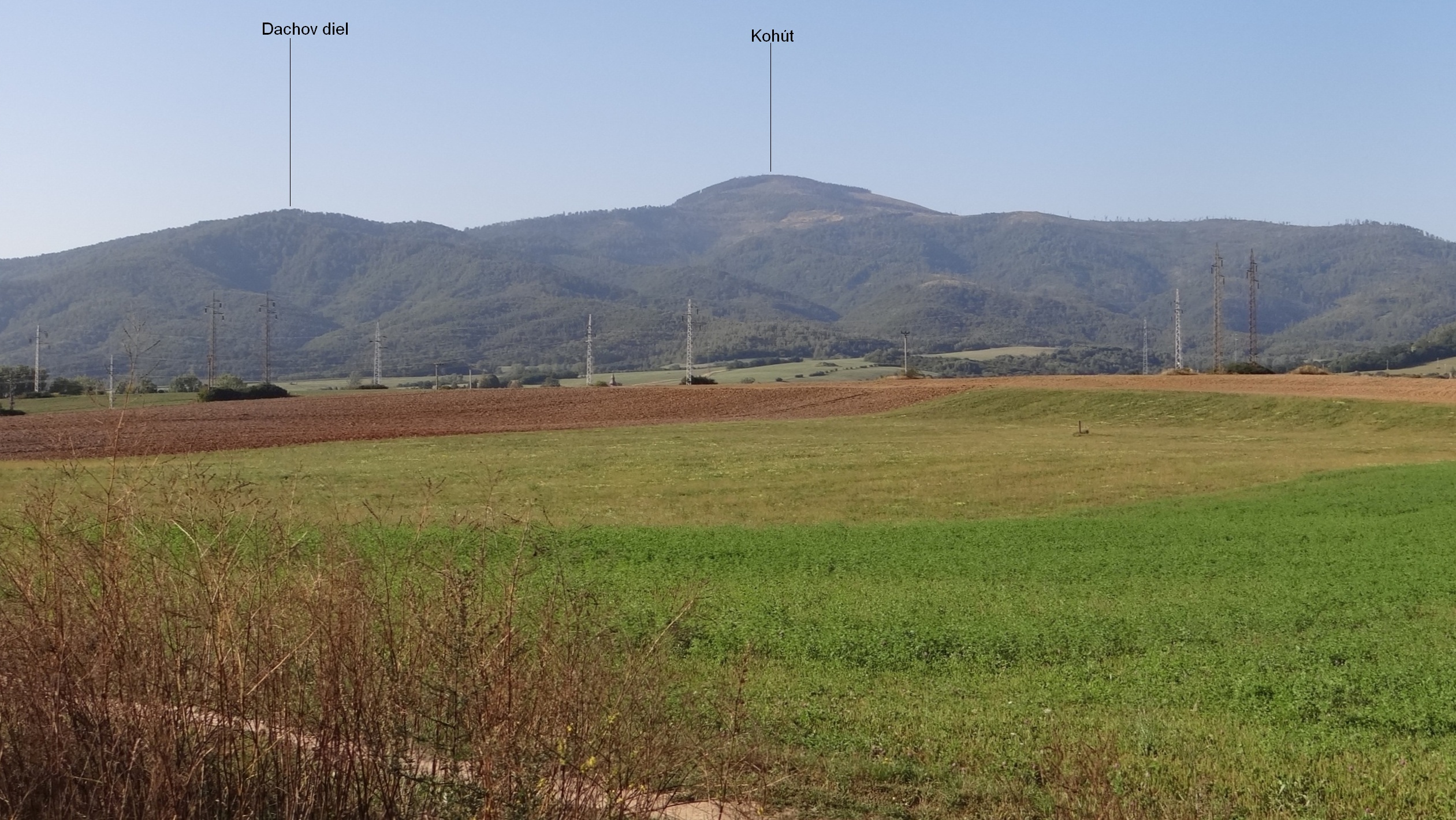
Widok na dolinę potoku wciętą w zbocza szczytu Dachov diel